# Vorgehensmodell

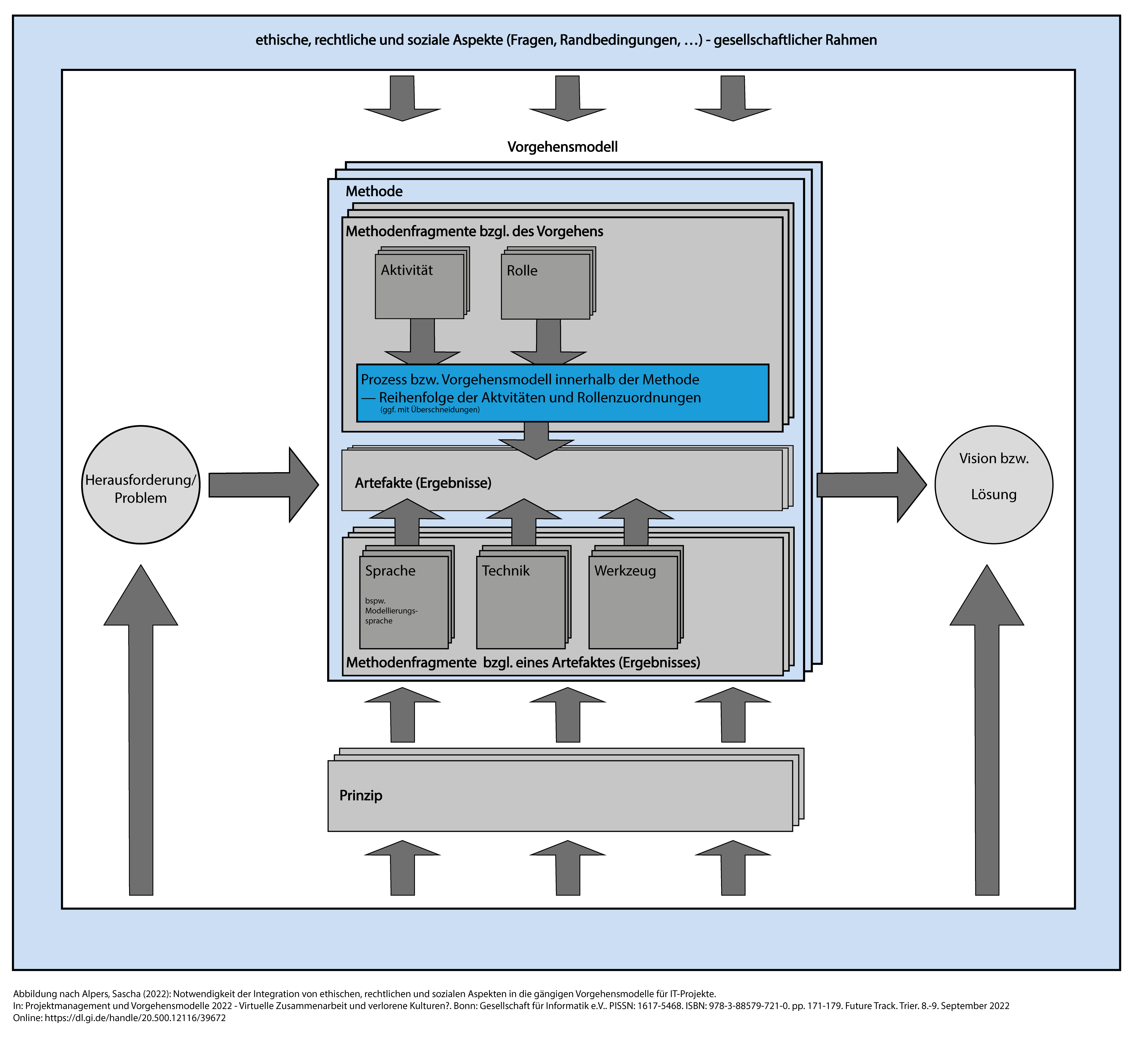
Vorgehensmodell – schematische Darstellung

 Ein Vorgehensmodell ist ein Referenzmodell, um für eine Vielzahl von Vorhaben eine Hilfe zur Ableitung eines geeigneten Vorgehens zu beschreiben. Es organisiert einen Prozess, um ein Projektziel mithilfe von bereitgestellten Methoden und Techniken zu erreichen. Es kann daher auch als ein Projektmanagementsystem verstanden werden. Aufgabe eines Vorgehensmodells ist es, die allgemein in einem Gestaltungsprozess auftretenden Aufgabenstellungen und Aktivitäten in eine konkrete Abfolge von Schritten zu bringen, um eine bessere Orientierung innerhalb eines Projekts zu ermöglichen. Klassische Phasen, die in unterschiedlichen Vorgehensmodellen vorkommen, sind die Anforderungserhebung, die Entwurfs- und Designphase, die Implementierung, die Verifikation sowie der Betrieb und die Wartung. Mit ihren Methoden und Techniken sind Vorgehensmodelle organisatorische Hilfsmittel, die für konkrete Aufgabenstellungen (Projekte) individuell angepasst (Tailoring) werden können und sollen und die als solche in die konkrete Maßnahmenplanung überleiten.
Allgemein werden klassische Vorgehensmodelle, moderne Vorgehensmodelle und agile Vorgehensmodelle unterschieden. Während klassische Vorgehensmodelle das Projekt in hintereinander ablaufende Phasen gliedern, werden bei modernen Vorgehensmodellen Endnutzer verstärkt eingebunden. Agile Vorgehensmodelle hingegen sind durch kurze Iterationen gekennzeichnet, um Produkte einfacher an die sich schnell verändernden Anforderungen anpassen zu können.
In Vorgehensmodellen werden neben definierten Aktivitäten, Phasen und Methoden in der Regel auch (je Aktivität) festgelegt, welche Ergebnisse zu erzielen sind, welche Voraussetzungen gegeben sein müssen und welche Rolle für die Erstellung eines Ergebnisses verantwortlich ist.

## Allgemeine Zwecke eines Vorgehensmodells
Vorgehensmodelle dienen mehreren Zwecken, eines hiervon ist die Schaffung einer bestimmten Struktur, die einen übersichtlichen Ablauf ermöglicht und sicherstellt, dass nach einheitlichen Regeln vorangegangen wird. Durch die vorgegebene Struktur, beziehungsweise Vorgehensweise, werden potenzielle Risiken frühzeitig erkannt und behoben. Dies ermöglicht einen sicheren und einfachen Ablauf. Aufgrund der Vorlagen, die die Vorgehensmodelle bieten, werden viel Zeit und Ressourcen eingespart, was die effiziente Arbeitsweise fördert. 

## Die Aufgaben eines Vorgehensmodell
Vorgehensmodelle dienen beispielsweise als Navigationshilfe im Projektmanagement, indem sie den Ablauf in sinnvolle Phasen strukturieren, ihnen Rollen zuordnen und hierzu Werkzeuge bereitstellen. Die Planungsphase eines Hausbauprojekts, mit Tätigkeiten wie Zeichnungen und Statikberechnungen, veranschaulicht diesen Ansatz. Ihr Hauptaugenmerk liegt auf der Verallgemeinerung ähnlicher Projekte, ohne in spezifische Details zu gehen. Akteure, vertreten durch Rollen wie Architekten und Maurer, werden benannt, ohne individuelle Informationen zu offenbaren. Klare Aufgaben für jeden Beteiligten betonen die zentrale Rolle der Rollendefinition für effizientes Projektmanagement. Vorgehensmodelle bieten nicht nur strukturierte Phasen und Rollendefinitionen, sondern auch verschiedene Methoden zur Aufgabenbewältigung. Von restriktiven Modellen mit genauen Vorgaben bis zu flexibleren Ansätzen mit Auswahlmöglichkeiten – die Methodenwahl erfolgt projektspezifisch. Diese Anpassungsfähigkeit erleichtert die Anwendung in unterschiedlichen Projektkontexten und betont die vielseitige Natur von Vorgehensmodellen für effektives Projektmanagement.

## Arten von Vorgehensmodellen
Für verschiedene Disziplinen und Anwendungsbereiche existieren unterschiedliche Arten von Vorgehensmodellen, die von Autoren entwickelt und propagiert werden. Diese Modelle variieren nicht nur in der Anzahl und Bedeutung der Phasen, sondern auch hinsichtlich ihres spezifischen Einsatzgebietes. Einige der wichtigsten Anwendungsbereiche von Vorgehensmodellen sind:
- Innovationen:

Insbesondere in der Softwareentwicklung, (siehe Vorgehensmodell zur Softwareentwicklung) haben sich spezielle Vorgehensmodelle zur Förderung von Innovationen etabliert. Diese Modelle betonen oft die Bedeutung von kreativen Prozessen, Prototyping und agilen Methoden, um innovative Lösungen zu entwickeln.
- Veränderungsprojekte:

Im Bereich des Veränderungsmanagements kommen Vorgehensmodelle zum Einsatz, um strukturiert und methodisch Veränderungen in Organisationen zu planen und umzusetzen. Diese Modelle berücksichtigen oft Aspekte wie Widerstandsmanagement, Kommunikation und kontinuierliche Evaluation.
- Systementwicklung:

Vorgehensmodelle werden generell in der Systementwicklung angewendet, um den Prozess von der Problemanalyse bis zur Lösung systematisch zu gestalten. Hierbei können sie in verschiedenen Industriezweigen, von der Technologie bis zur Fertigung, eingesetzt werden.
Gemeinsam ist allen Vorgehensmodellen der schrittweise Weg vom Identifizieren eines Problems bis zur Erarbeitung einer systematischen Lösung. Ihr Ansatz ist durch ein systematisches und rationales Vorgehen gekennzeichnet(, im Gegensatz etwa zu Versuch und Irrtum). Die Phasen, die in diesen Modellen definiert sind, dienen als Idealtypen, wobei in der Praxis oft iterative Ansätze notwendig sind. Das Zurückgehen zu vorherigen Phasen ermöglicht Anpassungen und verbessert die Gesamteffizienz des Vorgehens. Phasenorientierte Meilensteine sind in diesen Modellen implementiert, um das Risiko und die Kosten eines Scheiterns minimieren.

## Abgrenzung zu anderen Begriffen
Im Unterschied zu einem Vorgehensmodell, das für Projekte, also zeitlich beschränkt gilt, ist eine Verhaltensweise oder ein Verhaltenskodex (englisch code of conduct) eine Sammlung, die bestimmte Handlungen für eine unbeschränkte Zeit regelt und ggf. sanktioniert, beispielsweise im Zusammenhang mit der Gleichstellung (englisch equal treatment). Eine weitere Variante für Vorgehensregeln sind Geschäftsprozessmodelle, in denen, für Geschäftsprozesse gültig, ebenfalls das Vorgehen festgelegt wird.

## Aktuelle Vorgehensmodelle in der Softwareentwicklung
Neuere Vorgehensmodelle, wie Extreme Programming oder Scrum, erlauben eine fortlaufende Iteration von Vorgaben entsprechend dem in der Bearbeitung unvermeidlich entstehenden Erkenntnisfortschritt und der fortlaufenden Rückmeldung von den Nutzern bereits in der Pilotimplementierung. Daher werden diese Vorgehensmodelle auch agile Vorgehensmodelle genannt. Alle agile Vorgehensmodelle eint das Ziel schnell eine funktionsfähige und auslieferbare Software zu haben, um so frühzeitig Kundenfeedback einzuholen und die Kundenanforderungen entsprechend deren Priorisierung abzuarbeiten.
Das jeweils für eine Systemeinführung geeignete Vorgehensmodell muss zu den Ausgangsbedingungen sowie zur Entwicklungsmethodik passend ausgewählt werden.

## Historische Wurzel
Ihren Ursprung haben sie in der Ingenieurenswissenschaft sowie im Projektmanagement in der Produktion, wobei Vorgehensmodelle genutzt wurden, um größere Projekte strukturiert anzugehen; im Projektmanagement wurde zum Beispiel das Wasserfallmodell benutzt. Ab den 1960er Jahren wurden sie auch in der Softwareentwicklung genutzt.
Das von Erwin Grochla (1982) erarbeitete und zuerst für öffentliche Verwaltungen und Körperschaften des öffentlichen Rechts und deren Beschaffung von Datenverarbeitungsanlagen und von Anwendungsprogrammen (siehe auch Ergänzende Vertragsbedingungen für die Beschaffung von IT-Leistungen (EVB-IT)) vorgegebene Vorgehensmodell (siehe auch V-Modell) unterschied in straffer Trennung folgende Phasen:
- Voruntersuchung
- Ist-Aufnahme
- Ist-Kritik
- Sollkonzeption – Lösungsgenerierung
- Sollkonzeption – Lösungsbewertung und -auswahl
- Einführung/Umsetzung
- Evaluierung und Weiterentwicklung.

Das für beide Vertragspartner reichlich starre Konzept (Wasserfallmodell) hat sich nicht zuletzt durch die komplexe Dynamik von Änderungsprozessen überholt.

### Voruntersuchung
Die Voruntersuchung (auch Pilotstudie genannt, engl. feasibility study) ist ein Problemlösungszyklus im Kleinen. In dieser Phase gilt es, das Problem genau zu definieren (Was soll geändert werden? Welches sind die Ziele?), die Chancen und Risiken eines Veränderungsprozesses einzuschätzen (Cui bono? Mit welcher Unterstützung und welchem Widerstand ist zu rechnen?) und die zur Verfügung stehenden Ressourcen zu überprüfen (Ist genügend Managementkapazität und Budget vorhanden?) In der Voruntersuchung sollte auch eine grobe Idee einer möglichen Lösung entwickelt werden. Am Ende der Voruntersuchung steht die Entscheidung, den Prozess fortzusetzen oder abzubrechen (Go/No Go-Entscheidung).

### Ist-Aufnahme
Die Ist-Aufnahme dient dabei der neutralen Erfassung des aktuellen Zustandes des Untersuchungsobjekts aus möglichst vielen Betrachtungswinkeln. Zeitaufwand und Kosten der Ist-Aufnahme können durch die geschickte Nutzung bereits vorhandener Daten (Sekundärerhebung) gesenkt werden. Die Sekundärerhebung kann auch meist ohne Störung des Untersuchungssystems durchgeführt werden. Nach einer Sekundärerhebung empfiehlt sich zum genaueren Verständnis der Einsatz des gut gefüllten Werkzeugkastens der empirischen Sozialforschung zur Primärerhebung von der Befragung bis zur Beobachtung.

### Ist-Kritik
Die Ist-Kritik dient der Analyse und Würdigung der erhobenen Daten. Die tieferliegenden Ursachen der erkannten Schwachstellen sollen herausgearbeitet werden, damit nicht bloß Symptome behandelt werden. Die Wissenschaft hat ein reiches Arsenal an Methoden und Techniken zur Problemanalyse entwickelt, die von Prüffragen (z. B. mit der 5-Why-Methode – Warum? Warum? … Warum?) bis zur Modellierung mittels systemischer Ansätze reicht. Eventuell erzwingen die neuen Erkenntnisse eine Adaptierung der Ziele.

### Sollkonzeption: Lösungsgenerierung
Die nächste Phase ist in zwei Schritte geteilt: Lösungsgenerierung und Auswahl. Analog zur Evolution wird unterschieden zwischen einer Phase der Variation, bei der der Lösungsraum möglichst weit geöffnet wird (Ziel: viele, verschiedenartige Lösungen), und einer Phase der Selektion, bei der diese Lösungen auf die der Situation am besten entsprechende Lösung (survival of the fittest) reduziert werden. Die Trennung dieser Phasen fördert auf der einen Seite die Kreativität und die analytische Schärfe auf der anderen Seite.
Bei der Phase der Lösungsgenerierung ist Kreativität der entscheidende Faktor. Die dazu entwickelten Kreativitätstechniken teilen sich in intuitive (wie Brainstorming) und systematische (wie die Morphologische Analyse). Intuitive Techniken setzen auf die glückliche Assoziation, auf die heuristische Kraft des Unbewussten und Spontanen. Systematische Techniken vertrauen auf Methode und Logik, um den Möglichkeitenraum vollständig abzudecken (tertium non datur). Ergebnis der Phase der Lösungsgenerierung sind möglichst viele, unterschiedliche und neue Lösungen.

### Sollkonzeption: Lösungsbewertung und -auswahl
Die Lösungsbewertung und -auswahl beinhaltet zwei Aspekte. Einerseits eine methodische, möglichst objektive und nachvollziehbare Bewertung und eine oft subjektive politische Auswahl. Um die Lösungsqualität zu steigern, helfen Methodenkorsette, welche die Transparenz der Kriterien und ihrer Ausprägungen fördern. So kann bei der Nutzwertanalyse ein Dritter die Gewichtung und Punktverteilung auf Stimmigkeit überprüfen. Sensitivitätsanalysen analysieren die Stabilität der Alternativen-Reihung und helfen so, kritische Faktoren zu ermitteln. Bei der Auswahl gilt es den Kreis der Entscheider festzulegen und die Methode der Auswahl. Dies hat große Auswirkungen auf die Akzeptanz bei der Umsetzung.

### Einführung und Umsetzung
Die Einführung und Umsetzung (engl. roll-out, implementation) setzt die ausgewählte Lösung in die Praxis um. Die Einführungsstrategie legt den Umfang (Pilot, Teilbereich, Gesamtorganisation), die Umsetzungsrichtung und Akteure (Bottom-up, Top-Down, Sideways), die Art (schrittweise, Bombenwurf) und den Zeitplan (Episoden, Dauer, Geschwindigkeit) fest. Dabei ist auf eine gute Passung zwischen Einführungsstrategie und Organisation zu achten. Änderungsresistente Organisationen benötigen mehr Zeit, um sich anzupassen. Ziel der Umsetzung ist eine hohe Akzeptanz und Dauerhaftigkeit der neuen Regeln. Die Organisation muss ihr neues Gleichgewicht finden (Refreeze in der Lewin-Terminologie). Dazu ist sicherzustellen, dass alle Beteiligten mit den neuen Regeln vertraut gemacht werden.

### Evaluierung und Weiterentwicklung
Die Evaluierung dient der Überprüfung des Veränderungsprozesses und seines Ergebnisses. Hat es gewirkt? Eventuell sind Anpassungen vorzunehmen. Je nach Umweltdynamik sind die Prozesse systematisch weiterzuentwickeln. Mit der Weiterentwicklung bekommt das Vorgehensmodell iterativen Charakter, indem das Ende eines Prozesses in einen anderen, neuen Veränderungsprozess mündet.